# Wirströms konditori

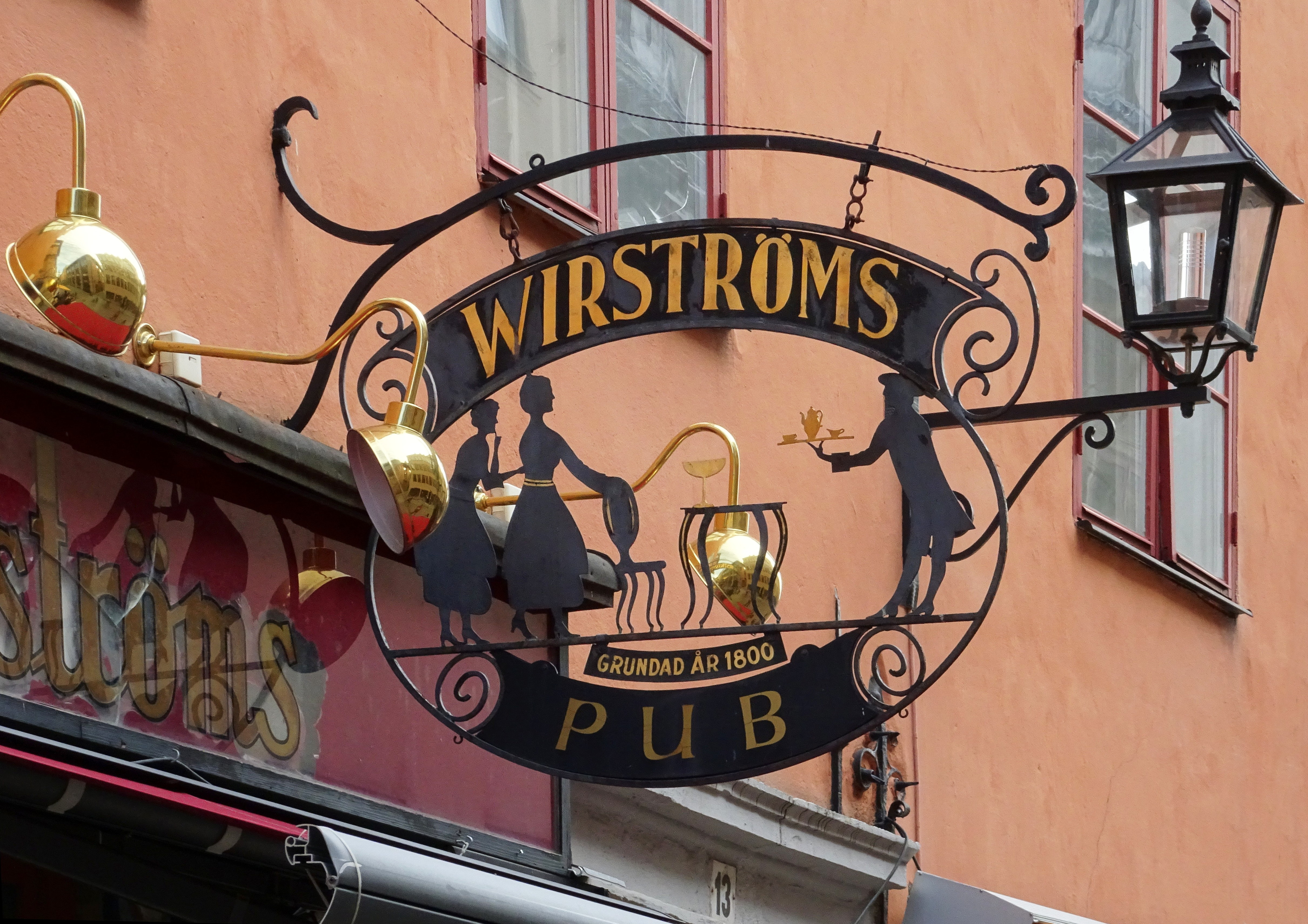
Wirströms flaggskylt i september 2019.

Wirströms var ett anrikt konditori vid Stora Nygatan 13 i Gamla stan, Stockholm. Konditoriet grundades år 1800 och lades ner 1997. Därefter övertog en pub lokalerna under samma namn och blev en samlingspunkt för stadens irländska minoritet.

## Historik

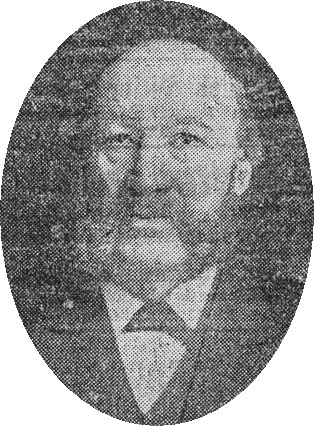
F.W. Wirström.

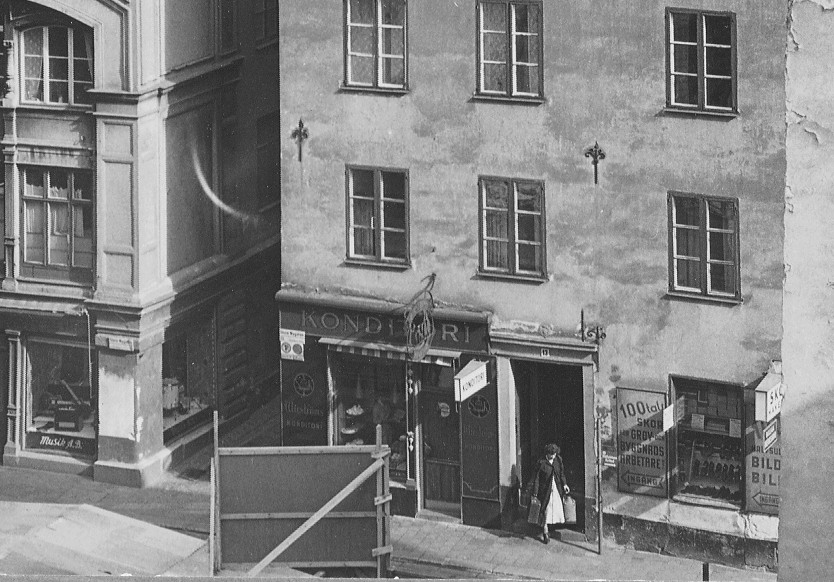
Wirströms Konditori, september 1959.

Wirströms konditori etablerades 1876 när sockerbagaren Fredrik Wilhelm Wirström (1841–1912) övertog rörelsen vid Stora Nygatan 13 av konditorn Carl Olof Bulér (1841–1885) där Wirström tidigare varit anställd. Fredrik Wilhelm Wirström kom 1861 från Boxholms bruk till Stockholm där han lärde sig konditoryrket. 
Liksom Wirström var även Bulér en känd konditorfamilj i Stockholm. Stället vid Stora Nygatan drevs redan av Carl Olof Bulérs far, sockerbagaren Carl Johan Bulér (1815–1885), vilken 1855 förvärvat fastigheten Pomona större nr 1 (Stora Nygatan 13) där han hade en försäljningsbod för konditorivaror. Verksamheten hade grundats år 1800 av sockerbagare Hans Österberg (1760-1821).
Av en annons i Dagens Nyheter från 1884 framgår att Wirströms konditori sålde olika sorter konfekt, tårtor, bakelser och desserter ur egen produktion samt bedrev även kaffehandel. Verksamheten låg i fastighetens bottenvåning och i husets medeltida källarvalv som uppskattas ha funnits redan på 1400-talet. Källaren hade därmed klarat den stora vådelden från 1625 som utplånade bebyggelsen på sydöstra delen av Gamla stan. På de gamla källarvalven uppfördes nuvarande byggnad 1779–1780 för klensmeden Scheffman.
Efter Fredrik Wilhelm Wirströms död 1912 drevs konditoriet vidare av hustrun Amalia (1852–1944), som även ägde fastigheten, och från 1919 av sonen Oscar (1896–1983). Enligt Stockholms adresskalender från 1926 var båda då fortfarande skrivna på denna adress.

## Konditoriet efter Wirström

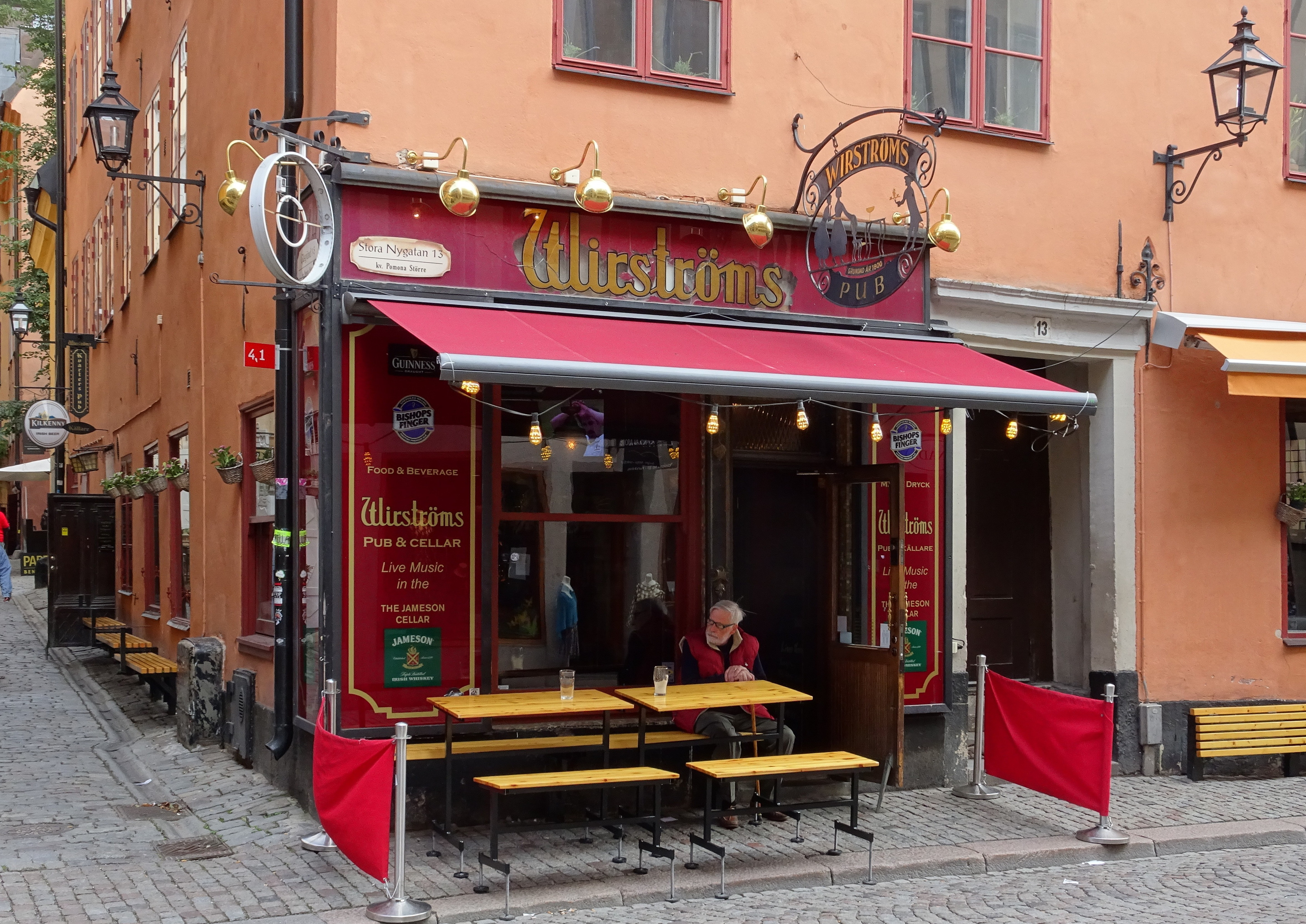
Wirströms Pub, september 2019.

Wirströms konditori övertogs 1945 av Gunnar Alexander Svensson och familj. Den siste ägaren var sonen Benny Svensson som tvingades år 1997 lägga ner rörelsen på grund av bristande lönsamhet och överetablering i Gamla stan. Vid stängningen var Wirströms konditori stadens näst äldsta efter Sundbergs konditori som har sina lokaler sedan 1785 vid Järntorget 83 i Gamla stan.
Därefter flyttade en pub in i lokalerna. Man bibehöll det inarbetade namnet Wirströms och skyltar med ”grundad år 1800”. Här anordnas sedan årtionden en öppen musiksession med irländsk folkmusik.